# Imaan Hammam
Imaan Hammam (Amsterdam, 5 oktober 1996) is een Nederlands fotomodel met internationale bekendheid.
Hammam heeft een Noord-Afrikaanse achtergrond. Ze heeft een Egyptische vader en een Marokkaanse moeder. Ze werd op 13-jarige leeftijd ontdekt op het Centraal Station in Amsterdam door modellenscout Marit Simons.
In juli 2014 brak ze internationaal door tijdens de show van Jean Paul Gaultier. In september 2014 stond Hammam op de omslag van het Amerikaanse blad Vogue en later nam ze deel aan een show van Givenchy. Ook heeft ze meegelopen in de Victoria's Secret Fashion Show 2014.